# Francesco Chirilli
Francesco Chirilli (Cursi, 7 aprile 1951) è un politico italiano.
Di professione ingegnere, è stato sindaco di Maglie (LE) nel 1993, e dal 1995 al 2005.
È stato senatore della Repubblica dal 2001 al 2006, venendo eletto nella regione Puglia nel collegio 8 (Gallipoli - Nardò - Maglie), aderendo al gruppo di Forza Italia.
Attualmente è consigliere comunale di Maglie. Dal febbraio 2007 è passato al gruppo politico UDC.